# Уссурийский заповедник

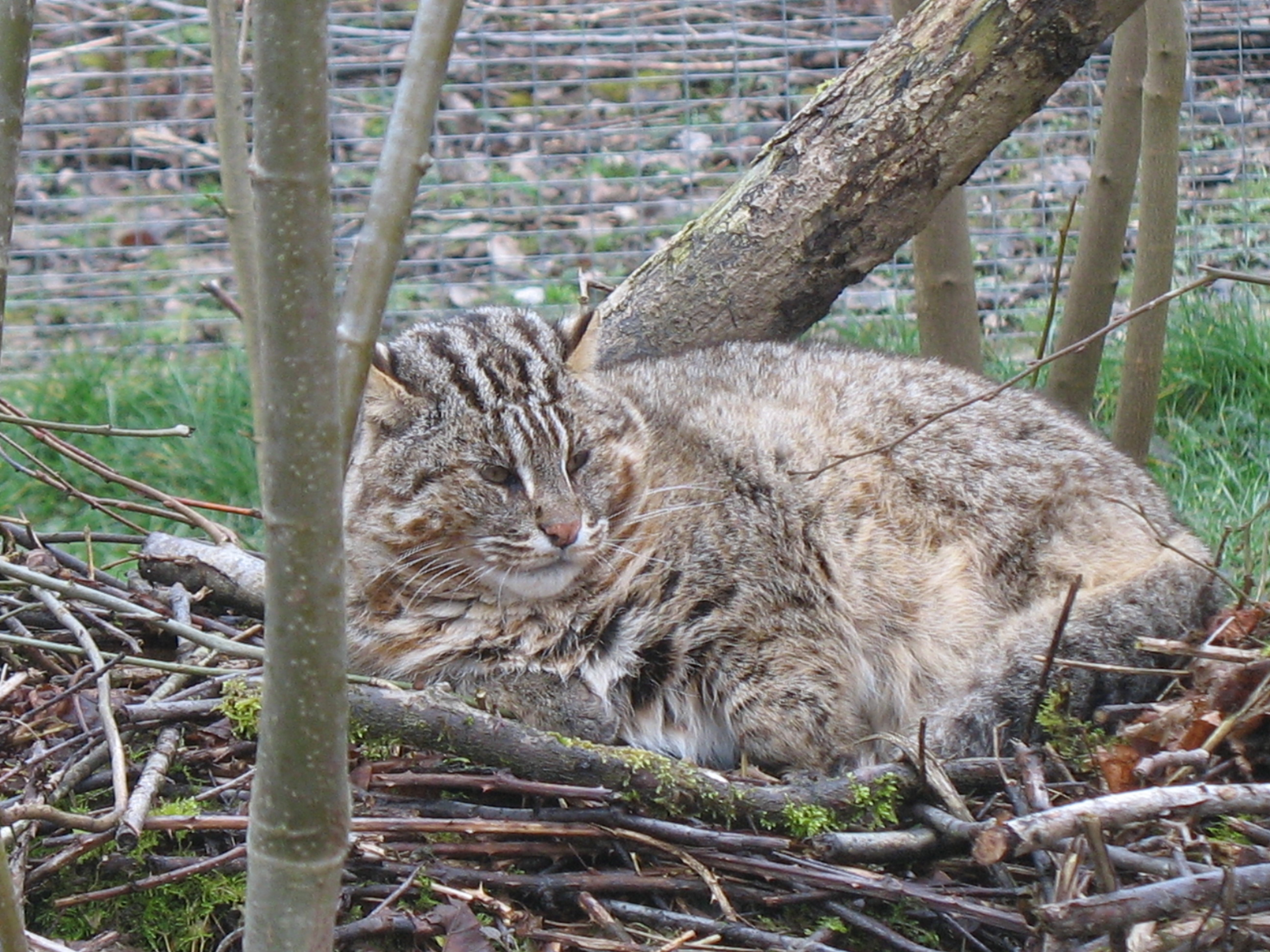
Дальневосточный лесной кот

Уссури́йский запове́дник — государственный природный заповедник Минприроды России в Приморском крае, находящийся под управлением ФГБУ "Земля леопарда". 
Супутинский заповедник организован 7 августа 1934 года в системе Академии наук СССР, переименован в Уссурийский заповедник в 1974 году. Супу́тинка — так называлась река Комаровка до её переименования в 1972 году. По состоянию на 1985 год был подчинён Биолого-почвенному институту ДВНЦ АН СССР. В 2021 году заповедник передан от Минобрнауки в ведение Минприроды России под управление ФГБУ «Земля леопарда» в соответствии с Распоряжением Правительства Российской Федерации от 18.10.2019 N 2467-р.

## Географическое положение Уссурийского заповедника
Уссурийский заповедник находится в Уссурийском городском округе и Шкотовском районе Приморского края (40,9 и 59,1 % территории соответственно).
Территория заповедника находится на южных отрогах гор Пржевальского, в верховьях реки Комаровка, на востоке территории заповедника берут начало правые притоки реки Артёмовка.
Ближайшие населённые пункты — сёла Каймановка и Каменушка Уссурийского городского округа. На территории заповедника находится бывшее село Комарово-Заповедное.
Расстояние до Уссурийска (от нежилого села Комарово-Заповедное) около 46 км (через Глуховку).

## Рельеф
Рельеф низкогорный, сформирован южными отрогами Сихотэ-Алиня (горы Пржевальского). Высота гор не превышает 300—400 м над ур. м., лишь отдельные вершины поднимаются до 600—700 м. Основные горные породы — песчаники, сланцы, серые кварцевые порфиры, андезитовые или диабазовые порфириты, образующие узкий водораздельный гребень, темно-серые или красные сильно пористые базальты. В северной части есть выходы известняков, образующих живописный скальный массив (гора Змеиная со знаменитой пещерой «Спящая красавица» в среднем течении р. Суворовки).

## Почвы
Основные типы почв — горно-лесные различной мощности, характерные для водоразделов и горных склонов, и аллювиально-бурые и дерново-аллювиальные на галечниковом иловато-песчаном материале, типичные для речных долин.

## Климат
Территория заповедника входит в состав Амуро-Уссурийского климатического района умеренной зоны с хорошо выраженными чертами муссонного климата Восточной Азии. Средняя продолжительность безморозного периода 105—120 дней, среднегодовая температура воздуха 2,5° С. Температура самого холодного месяца (января) в среднем −17,9° С, самого теплого (августа) 19,7° С; абсолютный минимум на почве — 32° С, максимум 60° С. Количество осадков по годам колеблется от 500 до 1200 мм и в среднем составляет 700—800 мм. Среднегодовая влажность воздуха 70-80 % (наименьшая в апреле-мае, наибольшая в июле-августе).

## Флора
В заповеднике преобладает лесная растительность, на лесопокрытую площадь приходится 40291 га, или 99 % территории.
Наиболее широко распространены хвойно-широколиственные леса, сложенные следующими формациями: кедрово-широколиственными (кедровниками), чернопихтово-широколиственными (чернопихтарниками) и кедрово-елово-широколиственными — переходными к пихтово-еловой формации. Выше пояса хвойно-широколиственных лесов есть участки пихтово-еловых лесов с неморальными (теплолюбивыми) растениями. На горе Змеиная встречаются группировки с преобладанием сосны густоцветковой. Долинные лиственные леса сформированы тополем Максимовича (тополевники), ясенем маньчжурским (ясеневники), ильмом долинным (ильмовники) и различными видами ив. Преобладают смешанные долинные лиственные леса, иногда с участием хвойных пород.
Наиболее характерные породы деревьев — сосна кедровая корейская (кедр корейский), пихты цельнолистная и белокорая, ель аянская, береза жёлтая, липы амурская, маньчжурская и Таке, орех маньчжурский, граб сердцелистный, ясень маньчжурский, ильмы долинный и лопастный, клёны мелколистный и ложнозибольдов; среди кустарников наиболее распространены чубушник тонколистный, лещина маньчжурская, элеутерококк колючий, спиреи, жимолости. Из лиан наиболее многочисленны актинидии аргута и коломикта, лимонник китайский и виноград амурский, а из трав различные виды щитовников, кочедыжников, осок, какалии, хвощи, василистники, кислицы, борцы и др. Всего в заповеднике отмечено 868 вида сосудистых растений, 252 — мохообразных, 118 — лишайников, 1364 — грибов и 210 видов водорослей. К редким видам, занесённым в «Красную книгу России», относятся можжевельник твёрдый, женьшень настоящий, калопанакс семилопастный, принсепия китайская, сосна густоцветковая, тис остроконечный и заманиха высокая.

## Фауна
Фоновыми животными заповедника являются кабан, изюбрь, барсук, колонок, белка, красно-серая полевка, рябчик, желтогорлая и седоголовая овсянки, синицы — белобрюхая и черноголовая гаички, дятлы седой, белоспинный и большой пестрый. В «Красную книгу России» занесены амурский тигр, леопард восточносибирский, мандаринка, чёрный аист, тритон когтистый уссурийский. К редким видам в условиях заповедника относятся также широкорот, каллипогон и таракан реликтовый.
Позвоночные животные представлены 62 видами млекопитающих (в том числе краснокнижные — гигантская бурозубка, амурский тигр, дальневосточный лесной кот, пятнистый олень, гималайский медведь и др.); более 160 видами птиц (среди них краснокнижные — утка мандаринка, чёрный аист, иглоногая сова, ястребиный сарыч, хохлатый осоед, японский зелёный голубь и др.), 7 видами рептилий, 6 видами амфибий (в том числе занесённый в Красную книгу МСОП уссурийский когтистый тритон), 12 видами рыб и круглоротых.
Не менее богат мир беспозвоночных животных, 32 вида относятся к редким и исчезающим (кузнечик Уварова, жужелица узкогрудая и др.). На территории заповедника обитают самый крупный жук фауны России — усач реликтовый, крупные бабочки — сатурния Артемида, брамея Танкрэ, хвостоносец Маака, здесь встречается пресноводный моллюск — жемчужница Приморская.